# Фінал Суперкубка Іспанії з футболу 2023
Фінал Суперкубка Іспанії 2023 року — вирішальний матч за Суперкубок Іспанії 2023 року, який є 40-им ювілейним розіграшем турніру. Матч пройшов 14 січня 2024 року на Стадіоні Університету короля Сауда у Ер-Ріяді, Саудівська Аравія. У матчі зійшлись володар Кубка Іспанії 2022/23 «Реал Мадрид» і чемпіон Іспанії 2022/23 «Барселона», зігравши таким чином своє чергове «Ель Класіко», яке стало дев'ятим в рамках цього турніру.
«Реал» виграв матч з рахунком 4:1 і здобув свій 13 титул володаря Суперкубка країни.

## Учасники
| Клуб        | Кваліфікацій                  | Попередні фінали (жирним виділено роки перемог) |
| ----------- | ----------------------------- | --- |
| Реал Мадрид | Володар Кубка Іспанії 2022/23 | 18 (1982, 1988, 1989, 1990, 1993, 1995, 1997, 2001, 2003, 2007, 2008, 2011, 2012, 2014, 2017, 2019–20, 2021–22, 2022)                                     |
| Барселона   | Чемпіон Іспанії 2022/23       | 25 (1983, 1985, 1988, 1990, 1991, 1992, 1993, 1994, 1996, 1997, 1998, 1999, 2005, 2006, 2009, 2010, 2011, 2012, 2013, 2015, 2016, 2017, 2018, 2020, 2022) |

1. ↑  «Реал» виграв чемпіонат і кубок у сезоні 1988/89, тому автоматично отримав Суперкубок Іспанії 1989.

## Шлях до фіналу
| Реал Мадрид       | Реал Мадрид | Раунд                   | Барселона | Барселона |
| ----------------- | ----------- | ----------------------- | --------- | --------- |
| Суперник          | Рахунок     | Суперкубок Іспанії 2023 | Суперник  | Рахунок   |
| Атлетіко (Мадрид) | 5–3 дч      | Півфінал                | Осасуна   | 2–0       |

## Матч

### Деталі
| 14 січня 2024 22:00 AST |

| Реал Мадрид                                              | 4–1      | Барселона           |
| -------------------------------------------------------- | -------- | ------------------- |
| - Вінісіус Жуніор 7', 10', 39' (пен.) - Родріго Гоес 64' | Протокол | - Левандовський 33' |

| Стадіон Університету короля Сауда Глядачів: 23 977 Арбітр: Хуан Мартінес Мунуера (Валенсія) |

| «Реал Мадрид» | «Барселона» |

| GK               | 13 | Андрій Лунін       |     |     |
| RB               | 2  | Данієль Карвахаль  |     |     |
| CB               | 22 | Антоніо Рюдігер    | 62' |     |
| CB               | 6  | Начо (к)           |     |     |
| LB               | 23 | Ферлан Манді       |     |     |
| RM               | 15 | Федеріко Вальверде |     | 86' |
| CM               | 18 | Орельєн Чуамені    |     |     |
| LM               | 8  | Тоні Кроос         |     | 82' |
| AM               | 5  | Джуд Беллінгем     | 43' | 86' |
| CF               | 11 | Родріго Гоес       |     | 77' |
| CF               | 7  | Вінісіус Жуніор    |     | 82' |
| Заміни:          |    |                    |     |     |
| GK               | 25 | Кепа Аррісабалага  |     |     |
| DF               | 20 | Фран Гарсія        |     |     |
| DF               | 36 | Вінісіус Тобіас    |     |     |
| MF               | 10 | Лука Модрич        |     | 82' |
| MF               | 12 | Едуарду Камавінга  |     | 82' |
| MF               | 19 | Дані Себальйос     |     | 86' |
| MF               | 24 | Арда Гюлер         |     |     |
| MF               | 28 | Маріо Мартін       |     |     |
| MF               | 32 | Ніко Пас           |     |     |
| FW               | 14 | Хоселу             |     | 86' |
| FW               | 21 | Брахім Діас        |     | 77' |
| Головний тренер: |    |                    |     |     |
| Карло Анчелотті  |    |                    |     |     |

| GK               | 13 | Іньякі Пенья         |          |     |
| RB               | 23 | Жуль Кунде           |          |     |
| CB               | 4  | Рональд Араухо       | 37', 71' |     |
| CB               | 15 | Андреас Крістенсен   |          |     |
| LB               | 3  | Алехандро Бальде     |          |     |
| CM               | 20 | Сержі Роберто (к)    | 40'      | 61' |
| CM               | 22 | Ілкай Гюндоган       |          |     |
| CM               | 21 | Френкі де Йонг       |          |     |
| RW               | 8  | Педрі                |          | 61' |
| CF               | 9  | Роберт Левандовський |          |     |
| LW               | 7  | Ферран Торрес        |          | 61' |
| Заміни:          |    |                      |          |     |
| GK               | 26 | Андер Астралага      |          |     |
| GK               | 31 | Дієго Кочен          |          |     |
| DF               | 33 | Пау Кубарсі          |          |     |
| DF               | 39 | Ектор Форт           |          |     |
| MF               | 18 | Оріоль Ромеу         |          |     |
| MF               | 30 | Марк Касадо          |          |     |
| MF               | 32 | Фермін Лопес         |          | 61' |
| FW               | 14 | Жуан Фелікс          |          | 61' |
| FW               | 19 | Вітор Роке           |          |     |
| FW               | 27 | Ламін Ямаль          |          | 61' |
| FW               | 38 | Марк Гію             |          |     |
| Головний тренер: |    |                      |          |     |
| Хаві Ернандес    |    |                      |          |     |

| Гравець матчу: Вінісіус Жуніор («Реал Мадрид») Асистенти арбітра: Дієго Барберо Севілья (Андалусія) Мігель Мартінес Мунуера (Валенсія) Четвертий арбітр: Маріо Мелеро Лопес (Андалусія) Відеоасистент арбітра: Сесар Сото Градо (Ла-Ріоха) Асистент відеоасистента арбітра: Ікер де Франсіско Гріхальба (Країна Басків) Франсіско Хосе Ернандес Маесо (Естремадура) | Регламент - 90 хвилин. - 30 хвилин додаткового часу, якщо необхідно. - Післяматчеві пенальті, якщо рахунок залишається рівним. - 11 гравців на заміні. - Максимум п'ять замін, шоста дозволяється в додатковий час. |

1. ↑  Кожній команді було надано лише по три слоти зробити заміни, з четвертим у додатковий час, за винятком замін, зроблених у перерві, перед початком додаткового часу та у перерві у додатковий час.